# Cofanetto (imballaggio)
Un cofanetto (o box set) è un insieme di prodotti editoriali (ad esempio una raccolta di libri, di registrazioni musicali, di film o di programmi televisivi) racchiusi in una custodia e venduti come prodotto singolo.

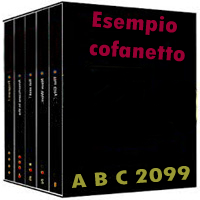
Un cofanetto promozionale di DVD

## Tipologia di cofanetti

### Cofanetti musicali
I cofanetti musicali, solitamente costituiti da tre o più CD, raccolgono insieme varie pubblicazioni di un artista o di un genere musicale. Ci sono cofanetti di artisti e gruppi con una lunga carriera di successo, proposti sia come antologia della carriera che come "collezione di successi" estratti dai vari CD pubblicati. Alcuni cofanetti raccolgono la discografia completa di un artista, come per esempio Oh, by the Way dei Pink Floyd. Il cofanetto The Aeroplane Flies High, pubblicato nel 1996 da The Smashing Pumpkins, è una raccolta di singoli tratti dal loro album Mellon Collie and the Infinite Sadness.
Alcuni cofanetti musicali sono composti da una raccolta di CD di diversi artisti di un genere particolare come la Rock and Roll Hall of Fame Live composta da 9 CD che raccolgono brani di molti artisti della scena rock, oppure altri cofanetti di musica jazz o ancora di musica classica, spaziando da temi molto ampi (come ad esempio un cofanetto dedicato alla musica rock) fino a temi e stili specifici (per esempio rock psichedelico o la "musica anni '70").
In alcuni casi i cofanetti contengono brani inediti, come il cofanetto In Search of The di Buckethead composto da 13 CD di materiale inedito, o il cofanetto intitolato Merzbox composto da 50 dischi dell'artista giapponese Merzbow in cui 20 dei dischi contengono brani mai pubblicati prima. Alcuni cofanetti diventano best seller, come ad esempio il cofanetto dei Led Zeppelin Led Zeppelin (Box Set, Vol. 1) del 1990 che ha venduto negli USA 10 milioni di copie, oppure il cofanetto Strait Out of the Box del 1995 del cantante e musicista country americano George Strait composto di 4 CD che ha venduto 8 milioni di copie sempre negli USA, o ancora With the Lights Out dei Nirvana ed infine il cofanetto The Beatles Stereo Box Set del 2009, che comprende tutti e 16 gli album registrati dei Beatles.
Nel caso della musica classica i cofanetti spesso contengono tutte le opere di un determinato compositore o varie opere di un certo genere, come sinfonie e musica da camera, eseguiti da una determinata orchestra o da varie orchestre.

### Cofanetti video (dischi Blu-ray, DVD e VHS)
Anche i contenuti video, quali film, programmi televisivi ed altri programmi video su dischi Blu-ray, DVD e VHS possono essere venduti confezionati in cofanetti. Esistono cofanetti che includono un'intera stagione o più stagioni di un programma televisivo popolare, la raccolta di film di un noto regista o di un famoso attore protagonista, oppure ancora una raccolta di film di un genere particolare (come horror, fantascienza o western). Altri criteri di composizione dei cofanetti possono essere tutti i film di una serie di successo (come la serie di Star Wars o de Il Signore degli Anelli o ancora di Alien che è disponibile in un cofanetto, con gli altri componenti la saga, composto da ben 9 DVD), oppure diverse versioni di un film, come nel caso di Blade Runner.
Uno dei più popolari cofanetti di tutti i tempi negli USA è stato The Nightmare on Elm Street Collection, pubblicato nel 1999 dalla New Line Platinum Series, che conteneva sette film, un DVD bonus contenente caratteristiche speciali intitolato The Nightmare Serie Encyclopedia, due paia di occhiali 3-D per gli ultimi dieci minuti di Nightmare 6 - La fine, un opuscolo commemorativo dei film intitolato "The Nightmare è vivo" e molto altro.

### Cofanetti di libri
Nel campo dell'editoria vengono proposte in cofanetto varie raccolte di libri di autori molto noti oppure di artisti che hanno prodotto pubblicazioni significative (ad esempio collezioni di fotografia d'arte). Si possono acquistare cofanetti contenenti tutte le avventure di Harry Potter, i drammi di Shakespeare, la raccolta di romanzi di Tolkien, la raccolta dei testi di fisica di Feynman o riproduzioni delle fotografie di Ansel Adams.

### Altri cofanetti
I cofanetti possono includere sia contenuti video che testuali, come nel caso di corsi di lingue proposti in cofanetti che comprendono dei DVD video e dei testi di studio.
Possono essere considerati cofanetti, secondo una interpretazione del termine più ampia, in generale le confezioni che offrono come un unico prodotto una serie di articoli normalmente venduti separatamente. In questo caso i cofanetti possono anche contenere un insieme di elementi diversi da musica, video o contenuti letterari multimediali; ad esempio una cassetta di strumenti di carpenteria di base, un insieme di attrezzi per barbecue o di utensili da cucina, un cofanetto di varietà di tè.